# Louis-Joseph Forget
Pour les articles homonymes, voir Forget.

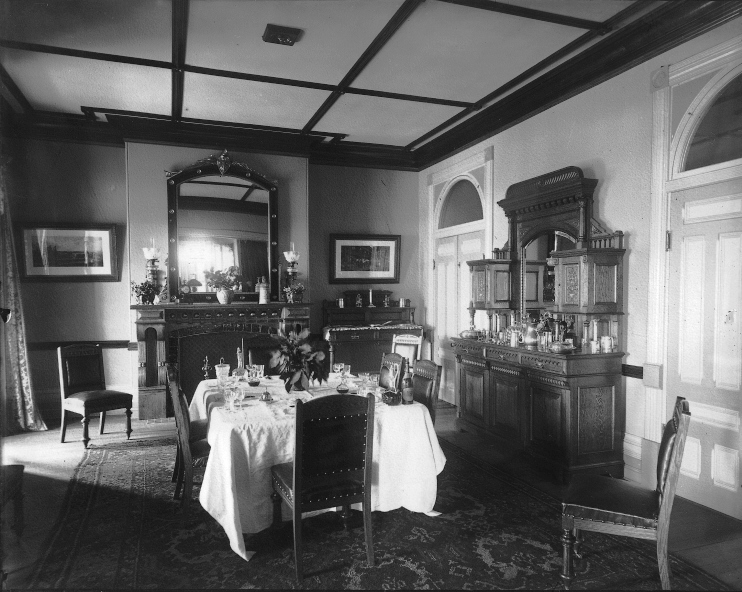
Salle à manger de Mme Louis J. Forget, Montréal, QC, 1888.

Louis-Joseph Forget (né à le 11 mars 1853 à Terrebonne (Québec) et décédé le 7 avril 1911 à Nice (France)) est un homme d'affaires et politicien canadien. Il fut un des rares Canadiens-français à connaître un grand succès d'affaires au XIXe siècle. Il fut aussi maire du village de Senneville (Montréal).

## Biographie
Louis-Joseph Forget est né à Terrebonne en 1853. Le 2 mai 1876 à Montréal, il épouse Maria Raymond et quatre filles sont nées de leur union.
Après avoir été commis dans une maison de courtage de Montréal, il fonde en 1876 sa propre firme de courtage, la L. J. Forget et Cie. Son entreprise connaît du succès et il embauche Rodolphe Forget, son neveu, avec qui il s'associera. La firme de courtage est présente dans plusieurs secteurs tels que les tramways, les transports, l'électricité, le charbon et l'acier.
En 1895, Louis-Joseph Forget devient président de la Bourse de Montréal, puis le 15 juin 1896, il devient sénateur. Il est un des premiers Canadiens français de son époque à faire partie de la haute bourgeoisie financière du Canada.
Il est associé à deux grands succès commerciaux. Le premier est la formation en 1901 de la Montreal Light, Heat and Power. Le second est la fin en 1905 d'un autre ambitieux projet de restructuration en participant à la création de la Dominion Textile Company. Il sera membre de plusieurs conseils d'administration, dont celui du Canadien Pacifique (1904), où il est alors le premier Canadien français à y siéger. Il habite une somptueuse résidence sur la rue Sherbrooke dans le quartier du Mille Carré Doré. Il sera aussi propriétaire d'un important domaine à Senneville, dans l'ouest de l'Île de Montréal.
Il est très actif au sein de l'Art Association of Montreal (ancêtre du Musée des beaux-arts de Montréal)
Il décédera à Nice (France) le 7 avril 1911 lors d'un voyage de repos et laissera à sa succession une immense fortune. Sa sépulture est située dans le Cimetière Notre-Dame-des-Neiges, à Montréal.

## Sources
1. 1 2  « Biographie – FORGET, LOUIS-JOSEPH (baptisé Louis) – Volume XIV (1911-1920) – Dictionnaire biographique du Canada », sur www.biographi.ca (consulté le 29 janvier 2024)
2. ↑  Pascal Huot, « Rodolphe Forget : un financier québécois (1861-1919) », Cap-aux-Diamants : la revue d'histoire du Québec, no 150,‎ 2022, p. 56–57 (ISSN 0829-7983 et 1923-0923, lire en ligne, consulté le 29 janvier 2024)
3. 1 2  Clarence Hatton-Proulx, « Travailleuses anonymes et modernité énergétique. L’industrie électrique et gazière et l’économie domestique à Montréal, 1904-1959 », Revue d’histoire de l’Amérique française, vol. 75, no 3,‎ 2022, p. 35-68
4. ↑  Sylvie Tremblay, « La famille Forget dit Despatis », Cap-aux-Diamants : la revue d'histoire du Québec, no 21,‎ 1990, p. 69–69 (ISSN 0829-7983 et 1923-0923, lire en ligne, consulté le 29 janvier 2024)

- Fiche sur Louis-Joseph Forget
- Louis-Joseph Forget sur Find a grave